# Chiếm đóng quân sự
Chiếm đóng quân sự (tiếng Anh: military occupation) hay chỉ gọi tắt chiếm đóng (occupation) là giữ quyền kiểm soát tạm thời bằng quân sự do quốc gia tham chiến thực hiện đối với lãnh thổ của quốc gia đối phương trong các cuộc xung đột vũ trang quốc tế. Chiếm đóng quân sự khác với sự thôn tính theo tính chất tạm thời dự định của nó (ví dụ, không có yêu sách về chủ quyền vĩnh viễn), theo bản chất quân sự của nó, và theo quyền công dân của quyền lực kiểm soát không bị ảnh hưởng bởi người dân sống ở đó.

## Theo công ước Genève
Theo quy định của Công ước Genève vào ngày 12 tháng 8 năm 1949 về bảo hộ thường dân trong thời kì chiến tranh, nước chiếm đóng quân sự không được phép phá hủy động sản, bất động sản thuộc cá nhân, tập thể, nhà nước trừ khi tuyệt đối cần thiết do chiến sự, không được cưỡng bức thường dân của nước bị chiếm đóng phục vụ trong lực lượng vũ trang của nước chiếm đóng, tôn trọng thân thể, danh dự, tín ngưỡng, phong tục tập quán của dân chúng trong vùng tạm chiếm, cấm trả thù, cướp bóc, bắt làm con tin. Các quy định này phải được áp dụng đối với toàn bộ dân cư của vùng lãnh thổ bị chiếm đóng mà không có sự phân biệt đối xử bất kì nào vì lí do dân tộc, màu da, tôn giáo, chính trị. Chiếm đóng quân sự không có nghĩa là sáp nhập và không được coi là cơ sở pháp lí của hành vi sáp nhập lãnh thổ.